# Тбети (Цалкский муниципалитет)
Тбети (груз. ტბეთი, до 2010 года — Хадики) — село в Грузии, на территории Цалкского муниципалитета края (мхаре) Квемо-Картли.

## География
Село находится в юго-восточной части Грузии, на южном берегу Цалкинского водохранилища, на расстоянии приблизительно 1 километра (по прямой) к западу от города Цалка, административного центра муниципалитета. Абсолютная высота — 1535 метров над уровнем моря.

## Население
По результатам официальной переписи населения 2014 года в Тбети проживало 548 человек (268 мужчин и 280 женщин). В национальной структуре населения грузины составляли 82,3 %, греки — 15,5 %, армяне — 1,5 %.